# Tour de France 2014/10. Etappe
Die 10. Etappe der Tour de France 2014 fand am 14. Juli 2014 statt und führte von Mülhausen über 161,5 km zur Planche des Belles Filles. Im Verlauf der Etappe gab es einen Zwischensprint nach 39,5 km sowie vier Bergwertungen der ersten Kategorie, zwei Wertungen der zweiten und eine Wertung der dritten Kategorie. Damit zählte die Etappe als Hochgebirgsetappe, es gingen 183 Fahrer an den Start.

## Rennverlauf

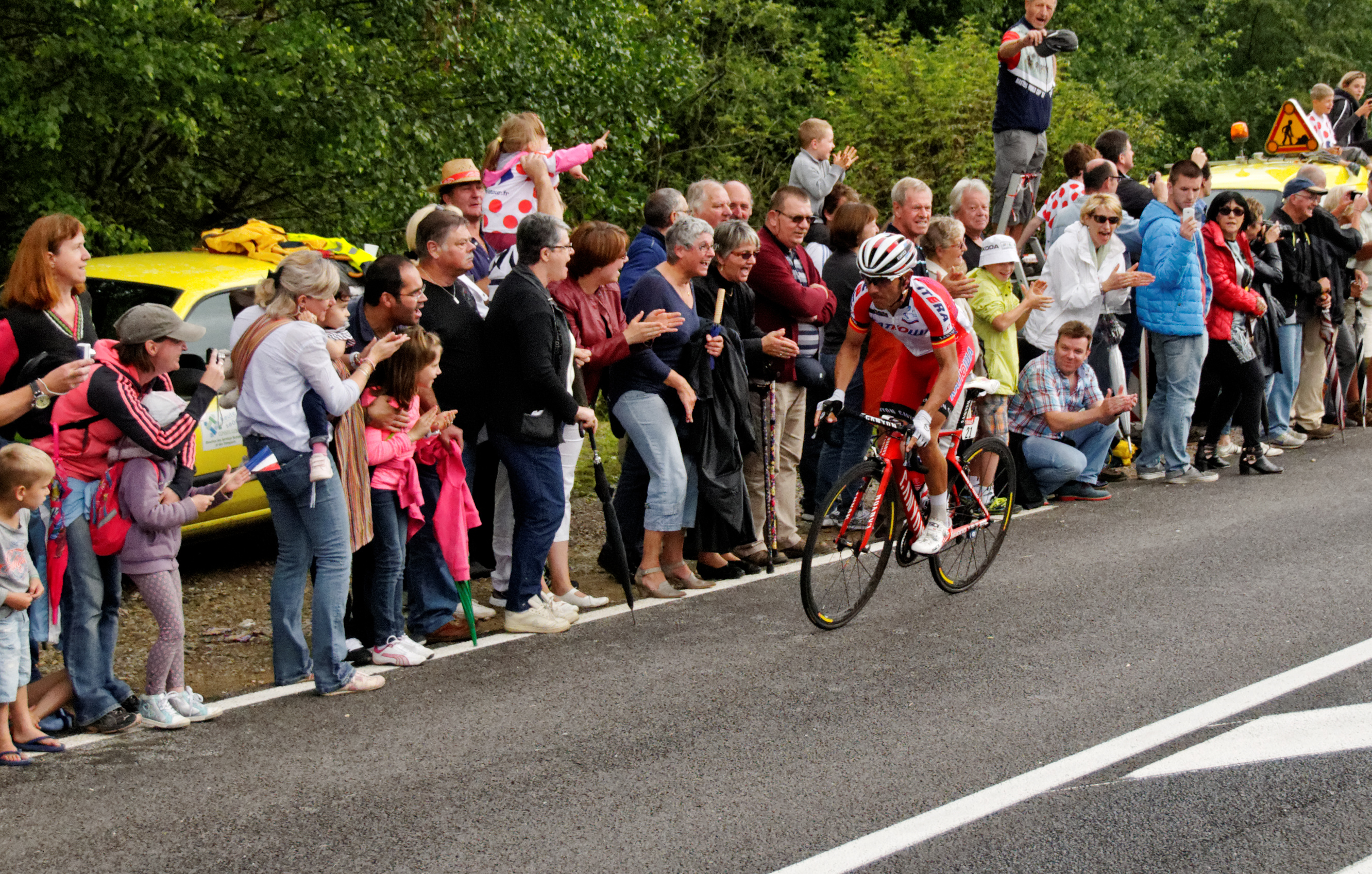
Rodríguez gewann fünf der sieben Bergwertungen der Etappe.

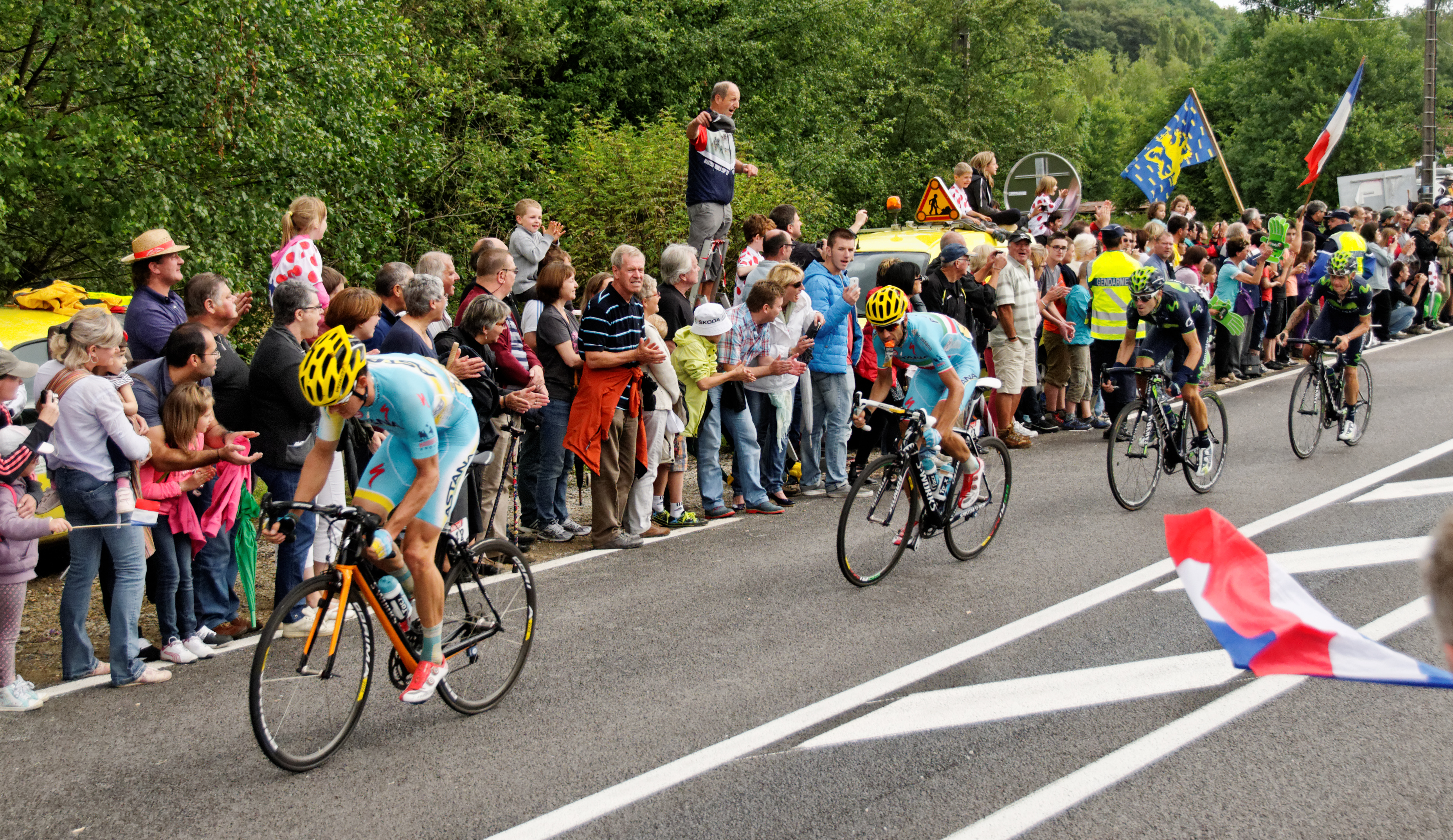
Jakob Fuglsang und Vincenzo Nibali (Mitte)

Gleich zu Beginn des Rennens wurde attackiert. Lieuwe Westra (AST), der erste Angreifer, konnte eine Gruppe von sechs Fahrern (Voeckler, Gérard, Irízar, Visconti, Moinard und Riblon) um sich scharen. Unmittelbar danach setzten Sagan, Rodríguez und Bárta zur Verfolgung an. Es dauerte jedoch das ganze Flachstück, bis das Trio aufschließen konnte. Während sich am Col du Firstplan der Regen einsetzte und die Spitzengruppe das Tempo gestaltete, übernahmen im Feld die Mannschaften IAM und Cofidis das Tempo und verringerten den Vorsprung der Ausreißer von rund 4:30 auf etwa drei Minuten. Die Bergwertung der zweiten Kategorie wurde von Thomas Voeckler (EUC), der sich im Sprint knapp gegen Joaquim Rodríguez (KAT) durchsetzte, gewonnen.
In der technisch anspruchsvollen Abfahrt, die durch den Regen verschärft wurde, konnte sich Peter Sagan (CAN) um ein paar Meter von seinen Begleitern absetzten und seinen kleinen Vorsprung zur Sprintwertung halten, die er vor Westra und Christophe Riblon (ALM) gewann. Die IAM-Fahrer Marcel Wyss und Reto Hollenstein setzten sich während dieser Abfahrt mit Rein Taaramäe (COF) und den Omega-Pharma-Quick-Step-Fahrern Tony Martin und Michał Kwiatkowski vom Hauptfeld ab. Allein auf der Abfahrt konnte die Gruppe um das Weiße Trikot eine Minute herausfahren. Am Petit Ballon, einem Anstieg der ersten Kategorie, wuchs der Rückstand des Hauptfeldes auf 4:30 min. Währenddessen verringerte Tony Martin den Rückstand auf eine halbe Minute auf die abgehängten Ausreißer Sagan und Markel Irízar (TFR), auch Arnaud Gérard (BSE) wurde von ihm stehen gelassen. Die zehn Punkte im Kampf um die Bergwertung sicherte sich Rodríguez vor Voeckler und Amaël Moinard (BMC). Die verbleibenden 30 Sekunden Rückstand holte dann der Zeitfahr-Weltmeister zusammen mit der Verfolgergruppe in der Abfahrt auf und sorgte für den Zusammenschluss der beiden Gruppen 97 Kilometer vor dem Ziel. In der zweiten Abfahrt des Tages stürzte Tiago Machado (TNE), während die neue (vergrößerte) Spitzengruppe ihren Vorsprung auf fünf Minuten ausbaute.
Am Fuße des Col du Platzerwasel stürzte der letzte noch im Rennen befindliche frühere Tour-de-France-Sieger Alberto Contador (TCS). Nachdem er noch am Unfallort vom Tourarzt versorgt wurde, setzte er sich wieder aufs Rad. Zum Ziel hatte die Fluchtgruppe noch 92,5 Kilometer zurückzulegen. Das Peloton, das von Astana angeführt wurde, hatte 4:34 min Rückstand auf die Führungsgruppe, jedoch 3:46 min Vorsprung auf die Gruppe um Contador. Die Entwicklung der Abstände blieb am Col du Platzerwasel in etwa konstant. Die Bergwertung wurde von Rodríguez vor Voeckler und Martin – welcher den ganzen Anstieg lang für das Tempo sorgte – sowie Kwiatkowski gewonnen. Kurz nach der Bergwertung musste Contador das Rennen schließlich aufgeben, der Tourfavorit Vincenzo Nibali hatte damit einen Konkurrenten um den Toursieg weniger.
70 Kilometer vor dem Ziel betrug der Vorsprung 4:15 min. Während sich in den folgenden zehn Kilometern das Bild an der Spitze der Gruppen kaum änderte, blieb auch der Vorsprung konstant. Jedoch fielen zwischenzeitlich mehrere Fahrer aus der Fluchtgruppe zurück, sodass nur noch neun Fahrer an der Spitze verblieben, dies waren Martin, Kwiatkowski, Visconti, Moinard, Wyss, Voeckler, Rodríguez, Taaramäe und Riblon. Während Martin auch am Col d’Oderen das Tempo vorgab, sicherte sich Rodríguez erneut die Punkte vor Voeckler, Martin und Kwiatkowski. An der Bergwertung hatte das Peloton, in dem sich auch gelegentlich Adam Hansen (LTB) für das Team von Tony Gallopin an die Spitze setzte, einen Rückstand von 4:34 min.
Im anschließenden abschüssigen Teilstück zur Bergwertung der dritten Kategorie spannte die Movistar-Mannschaft sporadisch zu den Tempomachern von Astana und Lotto-Belisol Fahrer ein. So konnte der Vorsprung in kurzer Zeit deutlich verringert werden. Betrug der Vorsprung 43,5 Kilometer vor dem Ziel noch 3:51 min, waren es 36,2 Kilometer (Col des Croix) vor dem Ziel nur noch 2:41 min. Diese Verringerung des Vorsprunges ist auch darauf zurückzuführen, dass in der Fluchtgruppe nur Tony Martin für das Tempo sorgte, mit Ausnahme der Meter vor den Bergwertungen, in welchen Rodríguez und Voeckler ihn übersprinteten.
In den 15 Kilometern nach der Bergwertung auf dem Col des Croix verlor die Fluchtgruppe nur 17 Sekunden auf das Peloton. Michał Kwiatkowski attackierte 20,7 Kilometer vor dem Ziel und hängte schnell Taaramäe, Wyss und Riblon ab. Auch Moinard und Voeckler konnten nicht lange das Hinterrad des Polens halten. 19,5 Kilometer vor dem Ziel war nur noch Rodríguez bei Kwiatkowski, der sich auch an der Führungsarbeit beteiligte. Zeitgleich wurden der in Gelb fahrende Tony Gallopin, Pierre Rolland (EUC) und Andrew Talansky (GRS) von der Gruppe um Nibali abgehängt, dessen Teamkollegen nun für das Tempo sorgten. 19 Kilometer vor dem Ziel wurde Kwiatkowski von Rodríguez abgehängt. Kurz vor der Bergwertung am Col des Chevrères wurde Kwiatkowski von Visconti wieder eingeholt und nur Sekunden später abgehängt. Die Bergwertung gewann Rodríguez vor Visconti, Kwiatkowski und Moinard, der nur eine Sekunde nach Kwiatkowski den Gipfel erreichte.
Auf der letzten Abfahrt rollte die Spitzengruppe zuerst zusammen, jedoch wurde Visconti von seinen Begleitern abgehängt und Moinard zum BMC-Teamkapitän Tejay van Garderen zurückgeordert, sodass es nur noch zwei Spitzenreiter gab. Währenddessen sorgte Michele Scarponi (AST) für ein konstantes Tempo im Peloton, dieser stürzte jedoch in einer Linkskurve spektakulär und überschlug sich. Nichtsdestotrotz stieg er zurück auf sein Rad und führte nur Meter später wieder die Gruppe seines Teamkapitäns Nibali an. 5,3 Kilometer vor dem Ziel entledigte sich Rodríguez Kwiatkowski erneut und hatte zu diesem Zeitpunkt einen Vorsprung von 1:30 min auf die Gruppe der Favoriten. An der Drei-Kilometer-Marke – Rodríguez hatte noch eine Minute Vorsprung – konnte Scarponi keine Führungsarbeit mehr leisten und gab Nibali die Möglichkeit, aus der Gruppe herauszufahren. Erst fuhr er an Kwiatkowski vorbei und holte 1,2 Kilometer vor dem Ziel auch Rodríguez ein. Somit war sein Weg in Richtung Etappensieg frei von Konkurrenten. Die erste Verfolgungsgruppe, bestehend aus Romain Bardet, Jean-Christophe Péraud (ALM), Richie Porte (SKY), Alejandro Valverde (MOV), van Garderen und Thibaut Pinot (FDJ) konnte den Vorsprung des Italieners nicht mehr wirksam eindämmen. Alle anderen Anwärter auf eine gute Endplatzierung wie Jurgen Van Den Broeck (LTB), Rui Costa (LAM) oder Fränk Schleck (TFR) verloren viel Zeit auf Nibali. Tony Gallopin versuchte auf dem Schlussanstieg zwar alles, damit er das Gelbe Trikot behalten darf, scheiterte jedoch an den übermächtigen Favoriten. Somit übernahm Vincenzo Nibali wiederum – nach nur einem Tag Pause – wieder die Gesamtführung.

## Aufgaben
- Alberto Contador (TCS): Aufgabe während der Etappe
- Mathew Hayman (OGE): Aufgabe während der Etappe
- Ted King (CAN): Aufgabe während der Etappe

## Punktewertungen
| Zwischensprint in Muhlele nach 39,5 km auf 330 m |             |                          |         |
| 1.                                               | Slowakei    | Peter Sagan (CAN)        | 20 Pkt. |
| 2.                                               | Niederlande | Lieuwe Westra (AST)      | 17 Pkt. |
| 3.                                               | Frankreich  | Christophe Riblon (ALM)  | 15 Pkt. |
| 4.                                               | Spanien     | Markel Irízar (TFR)      | 13 Pkt. |
| 5.                                               | Frankreich  | Thomas Voeckler (EUC)    | 11 Pkt. |
| 6.                                               | Frankreich  | Amaël Moinard (BMC)      | 10 Pkt. |
| 7.                                               | Spanien     | Joaquim Rodríguez (KAT)  | 9 Pkt.  |
| 8.                                               | Italien     | Giovanni Visconti (MOV)  | 8 Pkt.  |
| 9.                                               | Frankreich  | Arnaud Gérard (BSE)      | 7 Pkt.  |
| 10.                                              | Tschechien  | Jan Bárta (TNE)          | 6 Pkt.  |
| 11.                                              | Deutschland | Tony Martin (OPQ)        | 5 Pkt.  |
| 12.                                              | Schweiz     | Reto Hollenstein (IAM)   | 4 Pkt.  |
| 13.                                              | Schweiz     | Marcel Wyss (IAM)        | 3 Pkt.  |
| 14.                                              | Polen       | Michał Kwiatkowski (OPQ) | 2 Pkt.  |
| 15.                                              | Estland     | Rein Taaramäe (COF)      | 1 Pkt.  |

| Etappenziel in Planche des Belles Filles nach 161,5 km auf 1035 m |                    |                              |         |
| 1.                                                                | Italien            | Vincenzo Nibali (AST)        | 20 Pkt. |
| 2.                                                                | Frankreich         | Thibaut Pinot (FDJ)          | 17 Pkt. |
| 3.                                                                | Spanien            | Alejandro Valverde (MOV)     | 15 Pkt. |
| 4.                                                                | Frankreich         | Jean-Christophe Péraud (ALM) | 13 Pkt. |
| 5.                                                                | Frankreich         | Romain Bardet (ALM)          | 11 Pkt. |
| 6.                                                                | Vereinigte Staaten | Tejay van Garderen (BMC)     | 10 Pkt. |
| 7.                                                                | Australien         | Richie Porte (SKY)           | 9 Pkt.  |
| 8.                                                                | Tschechien         | Leopold König (TNE)          | 8 Pkt.  |
| 9.                                                                | Spanien            | Joaquim Rodríguez (KAT)      | 7 Pkt.  |
| 10.                                                               | Spanien            | Mikel Nieve (SKY)            | 6 Pkt.  |
| 11.                                                               | Spanien            | Daniel Navarro (COF)         | 5 Pkt.  |
| 12.                                                               | Niederlande        | Bauke Mollema (BEL)          | 4 Pkt.  |
| 13.                                                               | Portugal           | Rui Costa (LAM)              | 3 Pkt.  |
| 14.                                                               | Frankreich         | John Gadret (MOV)            | 2 Pkt.  |
| 15.                                                               | Spanien            | Haimar Zubeldia (TFR)        | 1 Pkt.  |

## Bergwertungen
| Col du Firstplan Kategorie 2 nach 30,5 km auf 722 m 8,3 km bei 5,4 % |            |                         |        |
| 1.                                                                   | Frankreich | Thomas Voeckler (EUC)   | 5 Pkt. |
| 2.                                                                   | Spanien    | Joaquim Rodríguez (KAT) | 3 Pkt. |
| 3.                                                                   | Slowakei   | Peter Sagan (CAN)       | 2 Pkt. |
| 4.                                                                   | Frankreich | Christophe Riblon (ALM) | 1 Pkt. |

| Petit Ballon Kategorie 1 nach 54,5 km auf 1163 m 9,3 km bei 8,1 % |             |                         |         |
| 1.                                                                | Spanien     | Joaquim Rodríguez (KAT) | 10 Pkt. |
| 2.                                                                | Frankreich  | Thomas Voeckler (EUC)   | 8 Pkt.  |
| 3.                                                                | Frankreich  | Amaël Moinard (BMC)     | 6 Pkt.  |
| 4.                                                                | Niederlande | Lieuwe Westra (AST)     | 4 Pkt.  |
| 5.                                                                | Italien     | Giovanni Visconti (MOV) | 2 Pkt.  |
| 6.                                                                | Frankreich  | Christophe Riblon (ALM) | 1 Pkt.  |

| Col du Platzerwasel Kategorie 1 nach 71,5 km auf 1193 m 7,1 km bei 8,4 % |             |                          |         |
| 1.                                                                       | Spanien     | Joaquim Rodríguez (KAT)  | 10 Pkt. |
| 2.                                                                       | Frankreich  | Thomas Voeckler (EUC)    | 8 Pkt.  |
| 3.                                                                       | Deutschland | Tony Martin (OPQ)        | 6 Pkt.  |
| 4.                                                                       | Polen       | Michał Kwiatkowski (OPQ) | 4 Pkt.  |
| 5.                                                                       | Italien     | Giovanni Visconti (MOV)  | 2 Pkt.  |
| 6.                                                                       | Estland     | Rein Taaramäe (COF)      | 1 Pkt.  |

| Col d’Oderen Kategorie 2 nach 103,5 km auf 884 m 6,7 km bei 6,1 % |             |                          |        |
| 1.                                                                | Spanien     | Joaquim Rodríguez (KAT)  | 5 Pkt. |
| 2.                                                                | Frankreich  | Thomas Voeckler (EUC)    | 3 Pkt. |
| 3.                                                                | Deutschland | Tony Martin (OPQ)        | 2 Pkt. |
| 4.                                                                | Polen       | Michał Kwiatkowski (OPQ) | 1 Pkt. |

| Col des Croix Kategorie 3 nach 125,5 km auf 678 m 3,2 km bei 6,2 % |            |                         |        |
| 1.                                                                 | Spanien    | Joaquim Rodríguez (KAT) | 2 Pkt. |
| 2.                                                                 | Frankreich | Thomas Voeckler (EUC)   | 1 Pkt. |

| Col des Chevrères Kategorie 1 nach 143,5 km auf 914 m 3,5 km bei 9,5 % |            |                          |         |
| 1.                                                                     | Spanien    | Joaquim Rodríguez (KAT)  | 10 Pkt. |
| 2.                                                                     | Italien    | Giovanni Visconti (MOV)  | 8 Pkt.  |
| 3.                                                                     | Polen      | Michał Kwiatkowski (OPQ) | 6 Pkt.  |
| 4.                                                                     | Frankreich | Amaël Moinard (BMC)      | 4 Pkt.  |
| 5.                                                                     | Frankreich | Christophe Riblon (ALM)  | 2 Pkt.  |
| 6.                                                                     | Frankreich | Thomas Voeckler (EUC)    | 1 Pkt.  |

| Planche des Belles Filles Kategorie 1 nach 161,5 km auf 1035 m 5,9 km bei 8,5 % |                    |                              |         |
| 1.                                                                              | Italien            | Vincenzo Nibali (AST)        | 20 Pkt. |
| 2.                                                                              | Frankreich         | Thibaut Pinot (FDJ)          | 16 Pkt. |
| 3.                                                                              | Spanien            | Alejandro Valverde (MOV)     | 12 Pkt. |
| 4.                                                                              | Frankreich         | Jean-Christophe Péraud (ALM) | 8 Pkt.  |
| 5.                                                                              | Frankreich         | Romain Bardet (ALM)          | 4 Pkt.  |
| 6.                                                                              | Vereinigte Staaten | Tejay van Garderen (BMC)     | 2 Pkt.  |